# G-CSF
G-CSF (granulocyte colony stimulating factor, CSF3) je cytokin řadící se do skupiny kolonie stimulujících faktorů, v tomto případě jde o faktor stimulující kolonie granulocytů. Jedná se o glykoprotein, produkovaný buňkami hematopoetického a endoteliálního původu, který stimuluje produkci granulocytů z progenitorových buněk a jejich uvolnění do krevního oběhu. Zvýšená produkce G-CSF vede ke zvýšenému množství granulocytů v místě infekce. 

## Struktura

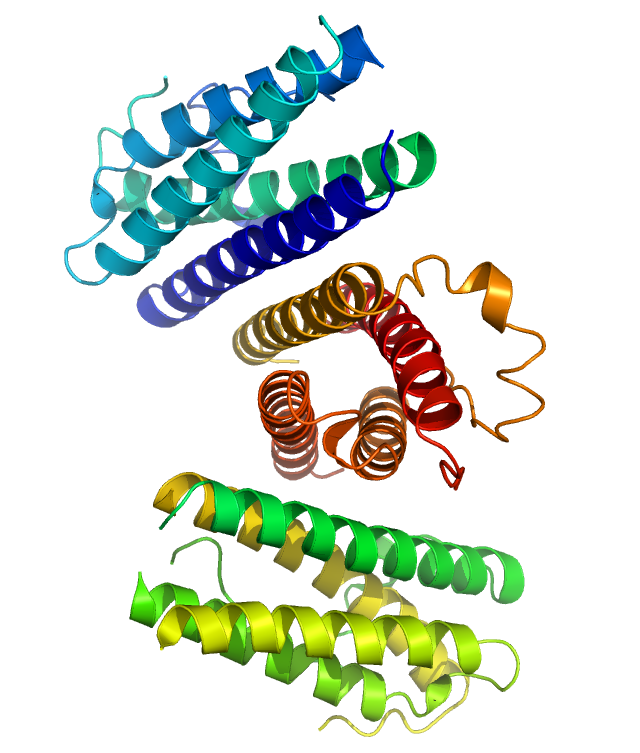
Krystalová struktura G-CSF

### G-CSF
G-CSF je kódován genem CSF3, nacházejícím se na lidském chromozomu 17, lokusu q21.1. CSF3 kóduje protein o velikosti 204 aminokyselin. G-CSF patří do rodiny helikálních cytokinů. Ty jsou tvořeny čtyřmi alfa-helixy A-D. Helixy A a B jsou orientovány v jednom směru, zatímco helixy C a D jsou orientovány ve směru opačném. Helixy jsou spojeny dohromady pomocí tzv.„crossover“ smyčky, která v případě G-CSF prochází před helixem D. 

### G-CSF-R

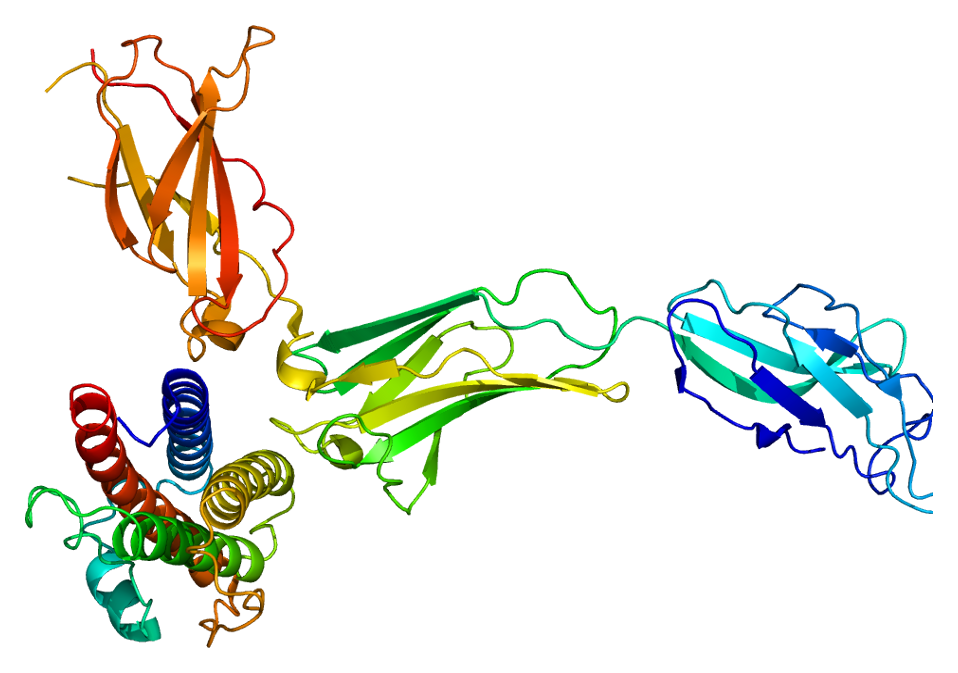
Krystalová struktura G-CSF-R

G-CSF svou funkci vykovává prostřednictvím vazby na receptor na povrchu buňky. Receptorem pro G-CSF je G-CSF-R, označovaný i jako CD114. Je kódován genem CSF3R, nacházejícím se na lidském chromozomu 1, lokusu p34.4. Řadí se do rodiny hematopoietinových cytokinů a je tvořen 836 aminokyselinami, které tvoří 3 domény – extracelulární, pomocí které dochází k interakci s G-CSF, transmembránové a intracelulární domény, která umožňuje aktivace signalizačních drah. 

## Funkce
Koncentrace G-CSF v plazmě je za normálních podmínek velmi nízká, k jejímu výraznému zvýšení dochází v případě infekce.  Po zvýšení hladiny G-CSF dochází k interakci s G-CSF-R, konformační změně receptoru (dimerizaci) a aktivaci signalizačních drah JAK/STAT, PI3K/AKT a MAPK/ERK. Aktivace těchto drah vede ke zvýšení proliferace kmenových a progenitorových buněk a jejich diferenciaci do zralých granulocytů. Granulocyty jsou pak uvolňovány z kostní dřeně do krevního oběhu a následně putují do místa infekce.  G-CSF působí i na granulocyty v místě infekce - inhibuje jejich apoptózu a tím zvyšuje dobu přežívání granulocytů v místě infekce. Po odeznění infekce se hladina G-CSF opět snižuje, čímž dochází k navrácení do tzv. „steady state“ produkce granulocytů. 

## Produkce
G-CSF je produkováno většinou tkání po stimulaci pomocí bakteriálního lipopolysacharidu (LPS), cytokinů TNF-α, IFN-β, IL-17 a IL-1 a růstového faktoru VEGF. Nejčastěji se jedná o tyto buňky: endoteliální buňky, epitelové buňky, makrofágy a fibroblasty. 

## Využití
To, že je G-CSF nezbytný k produkci granulocytů, dokazuje i pozorování, že myši, které jsou deficientní v genech pro G-CSF nebo G-CSF-R trpí chronickou neutropenií. Právě pravidelná administrace G-CSF se používá v terapii lidské verze tohoto onemocnění.  G-CSF se také využívá jako podpůrná léčba pro některé typy chemoterapií, u kterých dochází ke snížení produkce granulocytů (tzv. chemoterapií indukovaná neutropenie). 
G-CSF používá při transplantacích kostní dřeně, jako faktor, který stimuluje mobilizaci hematopoetických buněk z kostní dřeně do krevního oběhu a umožní tak odběr dárcovského vzorku z periferní krve, místo bolestivého odběru z pánve. 
Ve výzkumu a klinice se používají dvě varianty rekombinantního G-CSF - filgrastim a lenograstim. Filgrastim je produkován v E.coli, Lenograstim v buňkách CHO (epiteliální buňky odvozené z vaječníko čínského křečka). 